# Musica ficta
Als Musica ficta (von lat. fingere, PPP fictum „gestalten, (um)formen“; auch Musica falsa von lat. falsus „nachgemacht, unecht“; dt. etwa „abweichender Ton“) wurden in der Musiktheorie ab dem Beginn des 13. Jahrhunderts diejenigen Töne bezeichnet, die gemäß dem Solmisationssystem nicht in einem Hexachord vorkommen und nur durch Versetzungszeichen ({\displaystyle \sharp } und {\displaystyle \flat }) bzw. Transposition des Hexachords auf einen ungebräuchlichen Ausgangston als leitereigen erreichbar sind. Der Begriff bezog sich zunächst allein auf den Hexachord, später auch auf Skalen. Ein Grund dafür war die Vermeidung des Tritonus als diabolus in musica, woher auch die Intervallbezeichnung falsa quinta (etwa: „veränderte Quinte“) rührt.
Bis zum 14. Jahrhundert wurde die bis ins 11. Jahrhundert tradierte Bezeichnung falsa verwendet, bis sich der Terminus ficta vor dem Hintergrund der veränderten Musikpraxis durchzusetzen beginnt. Das Attribut falsa hält sich zwar noch bis ins 16. Jahrhundert z. B. bei Gioseffo Zarlino, wird aber eher für Intervallbeziehungen verwendet. Diese Betrachtung leiterfremder Töne, die ohnehin nicht notiert wurden und erst in modernen Ausgaben im Notentext erscheinen, als „unnatürlich“ im Sinne des Hexachordsystems, steht im Gegensatz zur zeitgenössischen Vokal- und Instrumentalmusik. Bereits seit Beginn des 12. Jahrhunderts hatte die Orgelmusik sämtliche chromatischen Halbtöne genutzt.
Die praktische Verwendung der fictae unterschied dabei die causa necessitatis (lat. „Notwendigkeit“), um im kontrapunktischen Satz eine Dissonanz zu vermeiden, von der causa pulchritudinis (lat. „Grund der Tonschönheit“) aus ästhetischen Überlegungen des Komponisten. Mit der temperierten Stimmung verlor der Begriff im 16. Jahrhundert endgültig an Bedeutung.